# Manuscrits de l'abbaye de Cîteaux
 (février 2024).
La mise en forme du texte ne suit pas les recommandations de Wikipédia : il faut le « wikifier ».
Les points d'amélioration suivants sont les cas les plus fréquents. Le détail des points à revoir est peut-être précisé sur la page de discussion.
- Les titres sont pré-formatés par le logiciel. Ils ne sont ni en capitales, ni en gras.
- Le texte ne doit pas être écrit en capitales (les noms de famille non plus), ni en gras, ni en italique, ni en « petit »…
- Le gras n'est utilisé que pour surligner le titre de l'article dans l'introduction, une seule fois.
- L'italique est rarement utilisé : mots en langue étrangère, titres d'œuvres, noms de bateaux, etc.
- Les citations ne sont pas en italique mais en corps de texte normal. Elles sont entourées par des guillemets français : « et ».
- Les listes à puces sont à éviter, des paragraphes rédigés étant largement préférés. Les tableaux sont à réserver à la présentation de données structurées (résultats, etc.).
- Les appels de note de bas de page (petits chiffres en exposant, introduits par l'outil «  Source ») sont à placer entre la fin de phrase et le point final[comme ça].
- Les liens internes (vers d'autres articles de Wikipédia) sont à choisir avec parcimonie. Créez des liens vers des articles approfondissant le sujet. Les termes génériques sans rapport avec le sujet sont à éviter, ainsi que les répétitions de liens vers un même terme.
- Les liens externes sont à placer uniquement dans une section « Liens externes », à la fin de l'article. Ces liens sont à choisir avec parcimonie suivant les règles définies. Si un lien sert de source à l'article, son insertion dans le texte est à faire par les notes de bas de page.
- La présentation des références doit suivre les conventions bibliographiques. Il est recommandé d'utiliser les modèles {{Ouvrage}}, {{Chapitre}}, {{Article}}, {{Lien web}} et/ou {{Bibliographie}}. Le mode d'édition visuel peut mettre en forme automatiquement les références.
- Insérer une infobox (cadre d'informations à droite) n'est pas obligatoire pour parachever la mise en page.

Pour une aide détaillée, merci de consulter Aide:Wikification.
Si vous pensez que ces points ont été résolus, vous pouvez retirer ce bandeau et améliorer la mise en forme d'un autre article.
Les manuscrits de l’abbaye de Cîteaux sont un ensemble de manuscrits provenant de l'Abbaye de Cîteaux et produits en partie par son scriptorium au cours du Moyen Âge. Les exemplaires les plus remarquables, souvent qualifiés de « trésors »,, ont été conçus tout le long du XIIe siècle et s’inscrivent dans l’art roman.
Célèbres dans le monde entier, reproduits dans divers manuels scolaires et ouvrages, ces manuscrits ne cessent d'intéresser les historiens et historiennes de l’art en raison de leur statut de témoins politiques, économiques, spirituels (ordre cistercien) d'une époque mais surtout grâce à la qualité artistique et l’originalité de leurs enluminures.
La grande majorité de ces manuscrits est actuellement conservée à la bibliothèque municipale de Dijon qui en est la dépositaire depuis la Révolution française. On en trouve également à la Bibliothèque nationale de France.
Parmi les manuscrits de l'abbaye de Cîteaux, la Bible d'Étienne Harding, les Morales sur Job ou encore le Légendier de Cîteaux en constituent le fleuron.

## La place du livre dans la vie monastique
Afin de comprendre le contexte de création des manuscrits dont les moines de Cîteaux furent les artisans, il est important d'aborder la place centrale que la Bible occupe dans l’esprit des religieux. La religion chrétienne est en effet une des religions du livre. L'aura que revêt le livre est justifié par l'usage du terme « bible » qui vient du grec ancien biblos (βύβλος) ou biblion (βιβλίων) signifiant un rouleau à papyrus qui est lui-même à l'origine du livre. Dans le monde chrétien médiéval, le livre et les Saintes Écritures ne font qu'un. De même, aucune différence n'est faite entre le livre et le message qu’il transmettait. La valeur symbolique du livre physique est conséquente car il n’était pas un simple objet d’usage mais portait en lui la Parole de Dieu et donc le témoignage de la promesse du Salut. Les clercs ont fait de la langue latine celle de la prière et de toutes les actions rituelles qui rythmaient le quotidien. La fixation de ces pratiques s’est opérée par le travail de l'écriture. La récitation de certains textes contenus dans ces livres rend efficace la parole de manière miraculeuse. En assurant la permanence de l'esprit face à la fugacité de la vie terrestre, cela permet, d'une certaine manière, de vaincre la mort. Concrètement, la réflexion religieuse des moines à l’abbaye de Cîteaux se bâtissait sur l’Écriture. Les moines se servaient des livres comme soutien de leur médiation, de même que le chant de l’office et la musique participaient eux aussi à interroger les textes sacrés.

## Technique et assemblage d'un manuscrit

### Parchemin
Au XIIe siècle, la technique du papier n’est pas connue en Europe. Pour conserver des écrits, les moines utilisent le parchemin. Le parchemin est une peau d’animal (mouton, veau) dont il convient de retirer tous les poils. Pour cela, la peau est trempée dans un bac de chaux. Une fois séchée, la pièce est poncée, et est prête pour l’écriture.
Il existe deux types de parchemins utilisés par les scriptoriums cisterciens. Le premier, appelé « parchemin de type 1 » est un parchemin épais, d’une surface pelucheuse. La couleur peut varier entre le très blanc, le grisâtre, le brunâtre ou le jaunâtre. Ce type de parchemin est notamment utilisé pour la Bible d’Étienne Harding. S’il est difficile de caractériser le « parchemin de type 1 » par sa seule couleur, le point commun à tous ces parchemins est la grande similitude d’aspect entre les deux faces d’une même pièce.
En effet, en Europe, on essaie bien souvent de gommer au maximum la différence entre les deux faces (le côté « poil » est souvent plus blanc que le côté « chair »), contrairement aux parchemins du monde arabo-musulman qui font fi de cette différence.
Le deuxième type de parchemin utilisé pour les manuscrits cisterciens est le « parchemin de type 2 », dont la surface est davantage lisse et brillante, mais ce dernier est très peu utilisé.

### Taille des manuscrits
Les tailles sont très variables d’un ouvrage à un autre : souvent, la taille des volumes dépend de celle de la peau utilisée pour le parchemin. Dans le cas des ouvrages provenant de l'abbaye de Cîteaux, les manuscrits mesurent la plupart du temps entre 30 et 40 cm de hauteur.

### La couverture
À l’origine, les livres n’étaient pas disposés debout comme c’est le cas dans nos bibliothèques actuelles, mais couchés sur la couverture. La couverture et la reliure ont donc deux utilités : maintenir toutes les feuilles de parchemin à plat (car serrées entre les deux plaques de couverture) et protéger les feuilles en les empêchant de s’abîmer. La couverture est formée de deux ais (plaques de bois) poncées, que l’on recouvre de cuirs traités.

### La reliure
Il existe plusieurs types de reliures, comme les reliures dites « Cirey ». Elles tiennent leur nom de Jean de Cirey, abbé cistercien à l’origine d’une importante commande de reliures. Elles sont exécutées en basane (la basane est une peau de mouton tannée, brune, de piètre qualité) tendue sur les ais de bois. Le décor est sobre, constitué simplement de filets. Le type de reliure le plus utilisé à Cîteaux, est la reliure dite « monastique ». Il s’agit d’une peau plutôt blanche, tendue sur les ais de bois.
En 1987, le manuscrit de Dijon 67 (no 76) relié à la fin du XIIe siècle est restauré. Cette opération a mis en évidence qu’il s’agissait du même type de reliure utilisé dans les abbayes cisterciennes du Portugal témoignant ainsi de la grande unicité du monde cistercien malgré les frontières.
Plus tardivement, au XVe siècle, on privilégie plutôt des peaux de type chamoisés sur des ais plus minces et plus légers. Elle ont alors nommées « reliures monastiques tardives ».
Les reliures sont très dépouillées, les cisterciens rejetant un luxe trop ostentatoire : à la différence d'autres ouvrages de l'époque, les reliures ne comportent pas de reliefs d’ivoire ou d'incrustations de pierres précieuses.
Afin de faciliter la prise en main des livres, on plaçait des étiquettes avec le titre de l’ouvrage sur la reliure. Le morceau de parchemin avec le titre était ensuite recouvert d’une plaquette de corne (transparente) clouée sur l'ai de la reliure, permettant ainsi de savoir quel était l'ouvrage simplement en voyant la reliure.

### Mise en page
Pour créer les pages des manuscrits, les pièces de parchemin sont pliées en deux, de manière à former un bifolio. Dans le cas des ouvrages réalisés à Cîteaux, les cahiers sont souvent organisés par en quaternions, c’est-à-dire 4 bifolia superposés formant donc 8 feuillets, soit 16 pages. Un des plus célèbres manuscrits de Cîteaux fait exception à cette règle : les Moralia in Job, achevé à Noël 1111, dans lequel les neufs premiers cahiers sont des sénions (composés de 9 bifolias).
La mise en page à proprement parler peut être organisée en de longues lignes horizontales qui partent d’une extrémité de la page jusqu’à l’autre, mais ce choix reste rare. La forme la plus courante est l’organisation du texte en deux colonnes, plus conforme aux usages du XIIe siècle. Enfin, un troisième cas de figure, très rare, existe également : la mise en page du texte en trois colonnes.
Afin de créer cette mise en page, il faut « régler » le parchemin. Pour tracer des lignes horizontales et / ou des marges verticales, les copistes utilisaient un objet pointu pour piquer la page, c’est-à-dire percer le parchemin le long d’un bord de la page. Ils exécutent la même tâche de l’autre côté, et peuvent ensuite relier les deux points avec une mine de plombs, qui fera apparaître un trait permettant de créer une ligne pour copier le texte.

### L'encre
L’encre utilisée est brune ou noire et peut être composée de nombreux ingrédients différents. À la même époque, dans son ouvrage Schedula diversarum artium (Traité des divers Arts), le moine Théophile détaille différentes compositions de l’encre. Parmi les différents ingrédients utilisés, il est possible de trouver du sang, des boyaux, des os, du bois, du vinaigre, du plomb…
Pour corriger une faute éventuelles, les moines copistes grattent le parchemin pour faire disparaître l'encre.

### Conservation
À Cîteaux, la plupart des manuscrits ont pendant longtemps été enchaînés au meuble sur lesquels ils étaient entreposés. On retrouve ainsi sur certains ouvrages des traces de ces chaînes.

## Lescriptoriumde l'abbaye

### Histoire duscriptorium
Lorsque Robert de Molesme fonde l'abbaye de Cîteaux en 1098, il arrive avec son bréviaire. Il laisse ce bréviaire lorsqu'il quitte Cîteaux en 1100 pour que celui-ci soit copié par les moines de la nouvelle abbaye, c'est alors le début de l'activité du scriptorium de Cîteaux. Par la suite, l'abbé Étienne Harding fait copier une grande Bible monumentale. En 1111 les trois volumes des Moralia in Job  sont copiés.
Les ouvrages copiés par le scriptorium sont alors destinés aux Offices ou à la Lectio divina. La bibliothèque de l'abbaye compte alors plusieurs ouvrages, dont la Bible, des légendiers (vies de saints) ainsi que les écrits de Pères de l'Église. Cependant, les auteurs modernes comme saint Bernard sont aussi présents. Le Ms.114 conservé à la Bibliothèque municipale de Dijon est le seul livre liturgique retrouvé. Il servait alors d’exempla pour la copies des textes liturgiques et des coutumes de l'Ordre.
L'activité du scriptorium fournit des ouvrages pour la bibliothèque de l'abbaye. Alors qu'environ quatre-vingt volumes sont copiés au cours du XIIe siècle, la bibliothèque abrite alors à peu près deux cents ouvrages. Comme le suggère Yolanta Załuska, la bibliothèque de l'abbaye de Cîteaux est déjà dépassée par celles d'autres établissements cisterciens, des abbayes « filles » de Cîteaux, comme Clairvaux et Pontigny qui possédaient à la même époque respectivement entre trois cents et trois cents cinquante ouvrages pour l'une et environ deux cents soixante-dix pour l'autre.
La production de livres du scriptorium de Cîteaux décline à la fin du XIIe siècle. Il s'agit alors d'un phénomène général lié à plusieurs facteurs : la multiplication d'ateliers de copistes professionnels dans les grandes villes, le développement des études lié à l'avènement des universités dans les villes, et la création des nouveaux ordres mendiants en concurrence avec le modèle cistercien. En effet la première Bible glosée (une version de la Bible enrichie d'explications et d'annotations) possédée par Cîteaux (BM Dijon, mss 22-29) a été acquise à Paris bien qu'une partie de la décoration ait été terminée sur place. Cependant, la copie est attestée à Citeaux jusqu'à la fin du Moyen Âge.

### Les trois styles d'enluminures
Une taxinomie des manuscrits de l'abbaye de Cîteaux s'établit à partir des travaux de recherche de Yolanta Załuska réalisés dans les années 1980. Selon Alessia Trivellone, la thèse de Yolanta Załuska, publiée sous le forme d'un opus, représente encore aujourd'hui la source de référence principale pour ces ouvrages médiévaux bourguignons. Elle classifie le style du scriptorium de Cîteaux en quatre catégories : tout d'abord, « le style d’un enlumineur qui travaille uniquement dans le premier volume de la Bible dite "d’Étienne Harding" ([Dijon, Bibliothèque municipale], ms 12 et 13), puis le "premier style", le  "deuxième style" et enfin le "style monochrome" »,. Toutefois, les spécialistes considèrent souvent la première catégorie comme faisant partie du premier style, réduisant ainsi cette classification à trois groupes principaux.

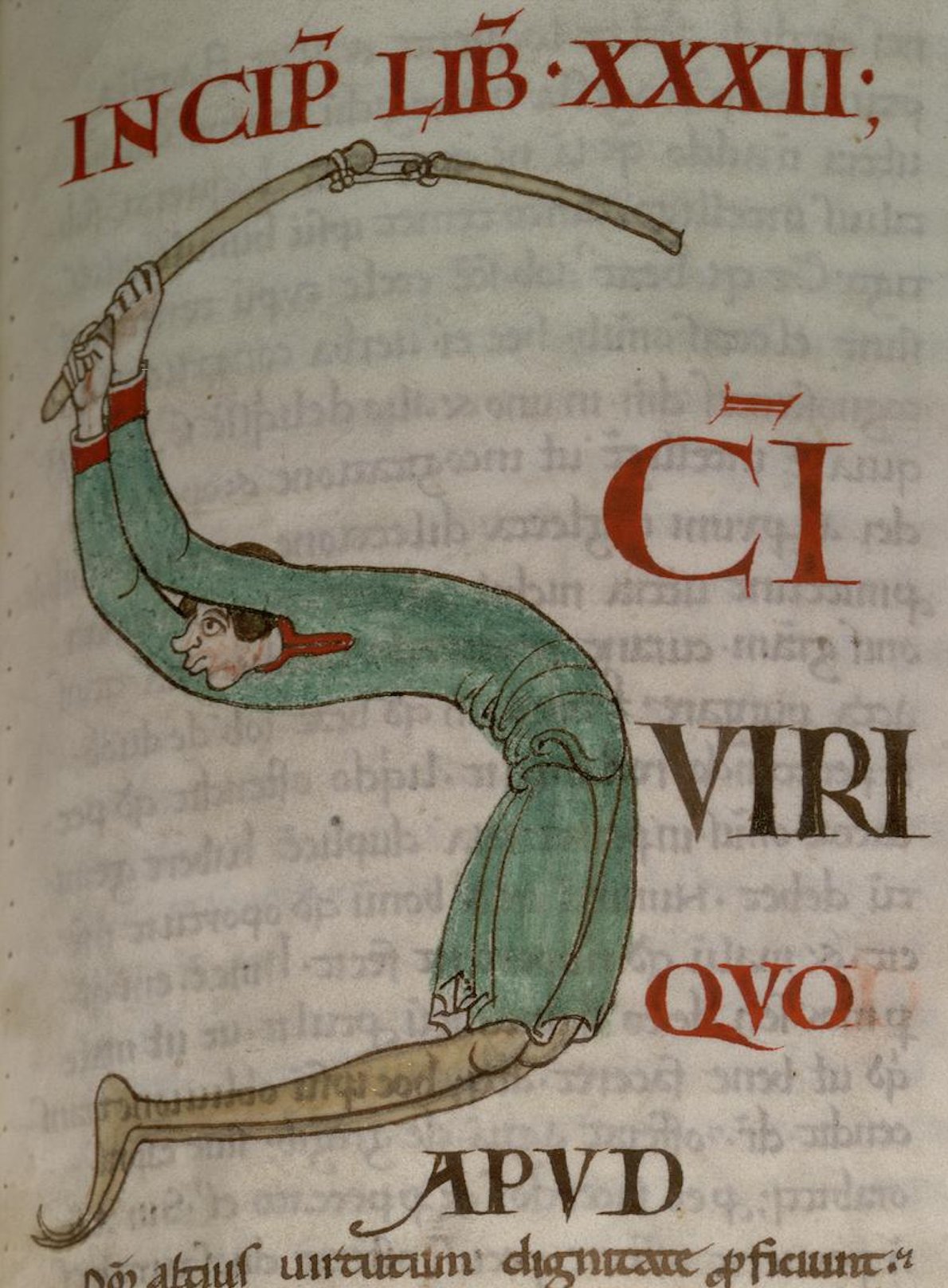
Initiale S du premier style, Morales sur Job, manuscrit 173, folio 148, Bibliothèque municipale de Dijon
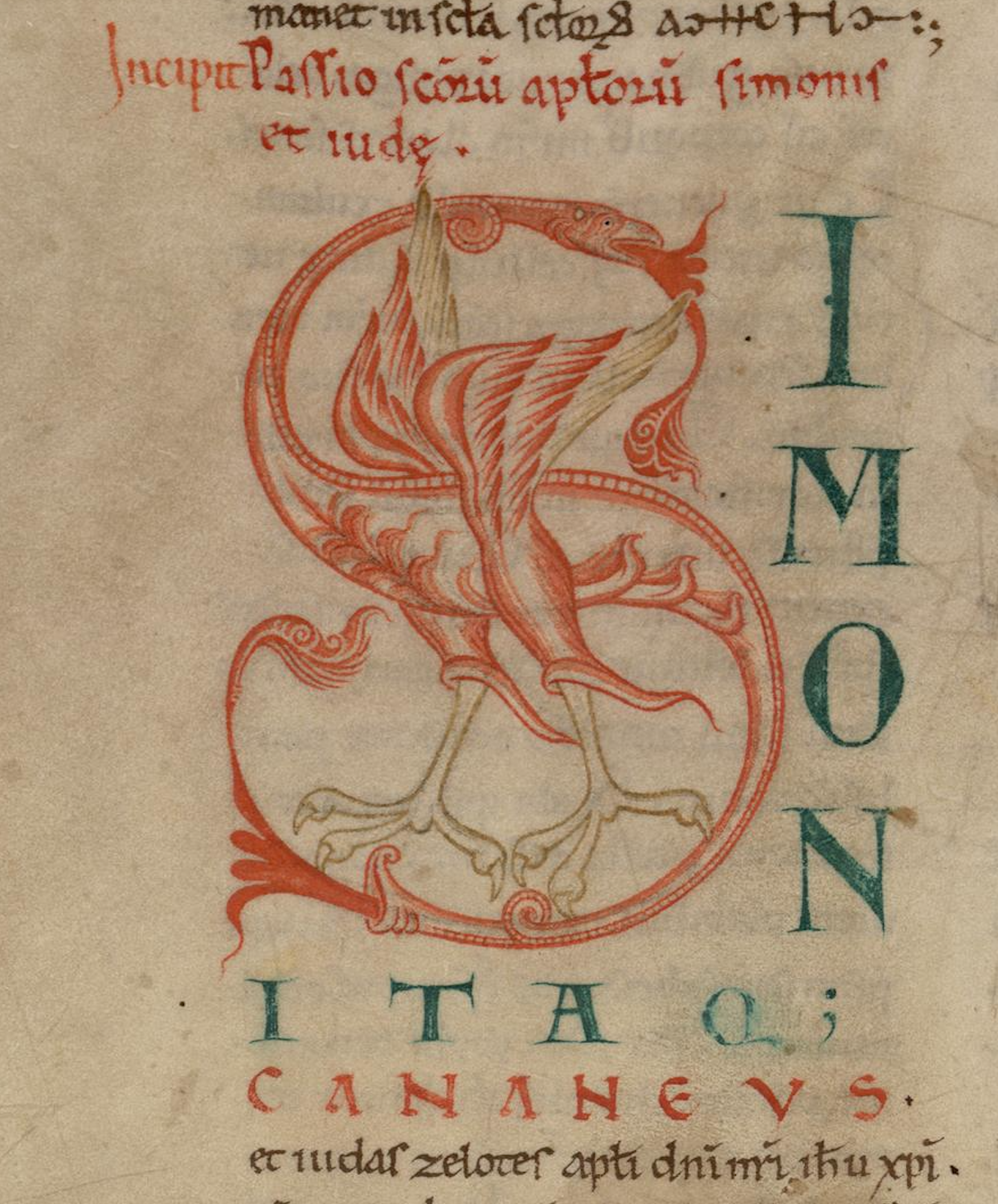
Initiale S du deuxième style, Vitae sanctorum, manuscrit 641, folio 94, Bibliothèque municipale de Dijon
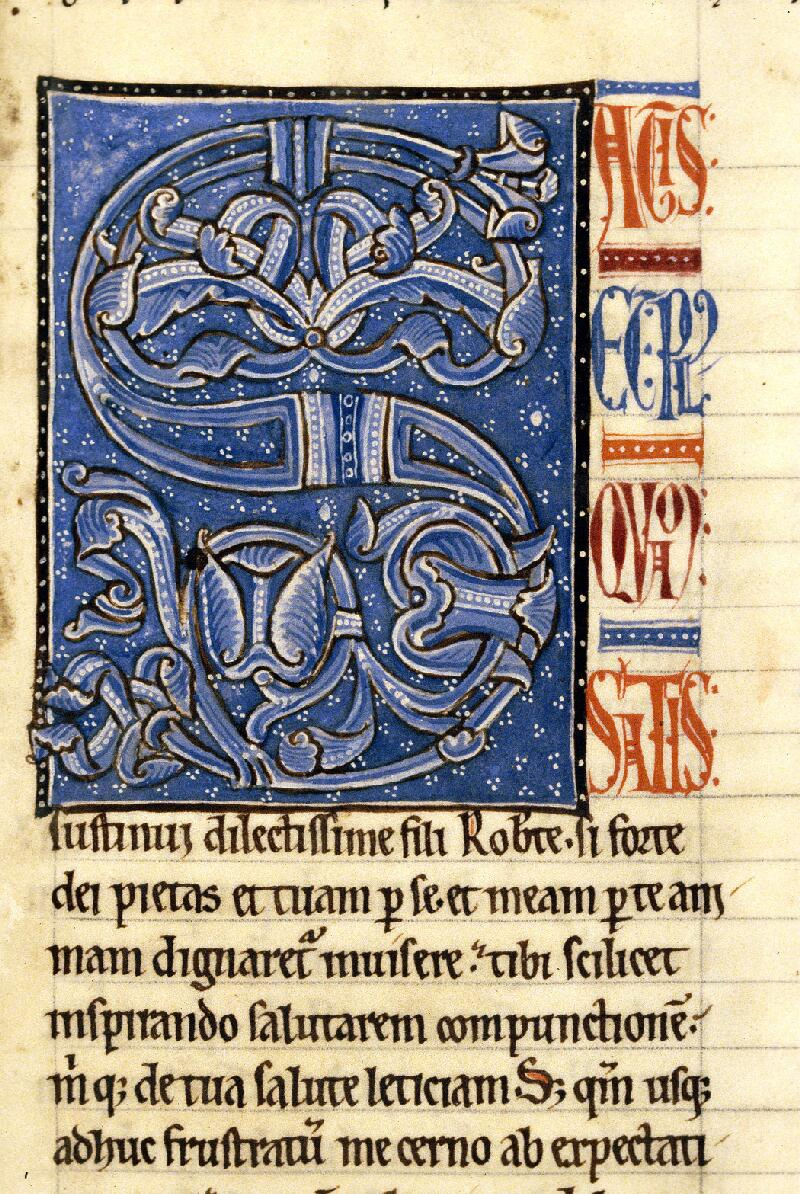
Initiale S du troisième style, manuscrit 189, folio 8, Bibliothèque municipale de Dijon

#### Le «premier style» de Cîteaux
Le « premier style », dit « naturaliste » ou « anglais », se développe sous la période romane de l'abbaye, et plus précisément sous l'abbatiat d'Étienne Harding de 1109 à 1133. Ce style se caractérise par une tendance à l'ornementation et l'expression artistique - tantôt humoristique,, tantôt sérieuse, -, en opposition avec la rigueur doctrinale cistercienne qui prévalait jusque-là. Les manuscrits de cette période sont reconnaissables à leur esthétique naturaliste et dynamique, dépeignant par exemple des épisodes de la vie quotidienne des moines,. Ce style est souvent qualifié de style anglais en raison de l'influence et de la direction d'Étienne Harding,,,. Pour démontrer l'existence d'une source d'inspiration anglo-saxonne, les historiens de l'art évoquent notamment une miniature représentant le Roi David avec une harpe à la main (Bible d'Étienne Harding, Dijon, Bibliothèque municipale, Ms. 14, f. 13 V), dont le motif serait originaire des Îles britanniques. Certains vont même plus loin dans l'analyse, en signalant la présence d'un système de lettres propres aux pays anglo-saxons sur l'orgue d'un des musiciens, représenté en bas à droite (C, D, E, F, G, etc.) ; alors qu'à la même époque, le système correspondant en France, était celui de Guido d'Arezzo (Ut, Re, Mi, etc.). D'autres encore mentionnent, à titre d'exemple, l'initiale « Q » ouvrant le chapitre XXXV des Moralia sur Job (Ms. 173, f. 174), où les motifs de ruisseau et d'oiseau rappellent les représentations du mois d'octobre dans les calendriers anglo-saxons du XIe siècle (par exemple : Londres, British Library, Cotton Ms. Tiberius B. V/1, f. 7v ; Londres, British Library, Cotton Ms. Iulius A. VI, f. 7v),. Cette influence outre-manche permet à certains chercheurs d'émettre l'idée selon laquelle Étienne Harding lui-même aurait pu être l'auteur de certaines des enluminures de Cîteaux, eu égard à son ancien statut d'oblat au Monastère de Sherborne et à son voyage dans les Îles britanniques avant de rejoindre la France,. Si cette hypothèse s'avère dans les faits plausible pour le premier style, d'autres spécialistes appellent à la prudence par manque de preuve concrète sur l'identité exacte de l'enlumineur,.

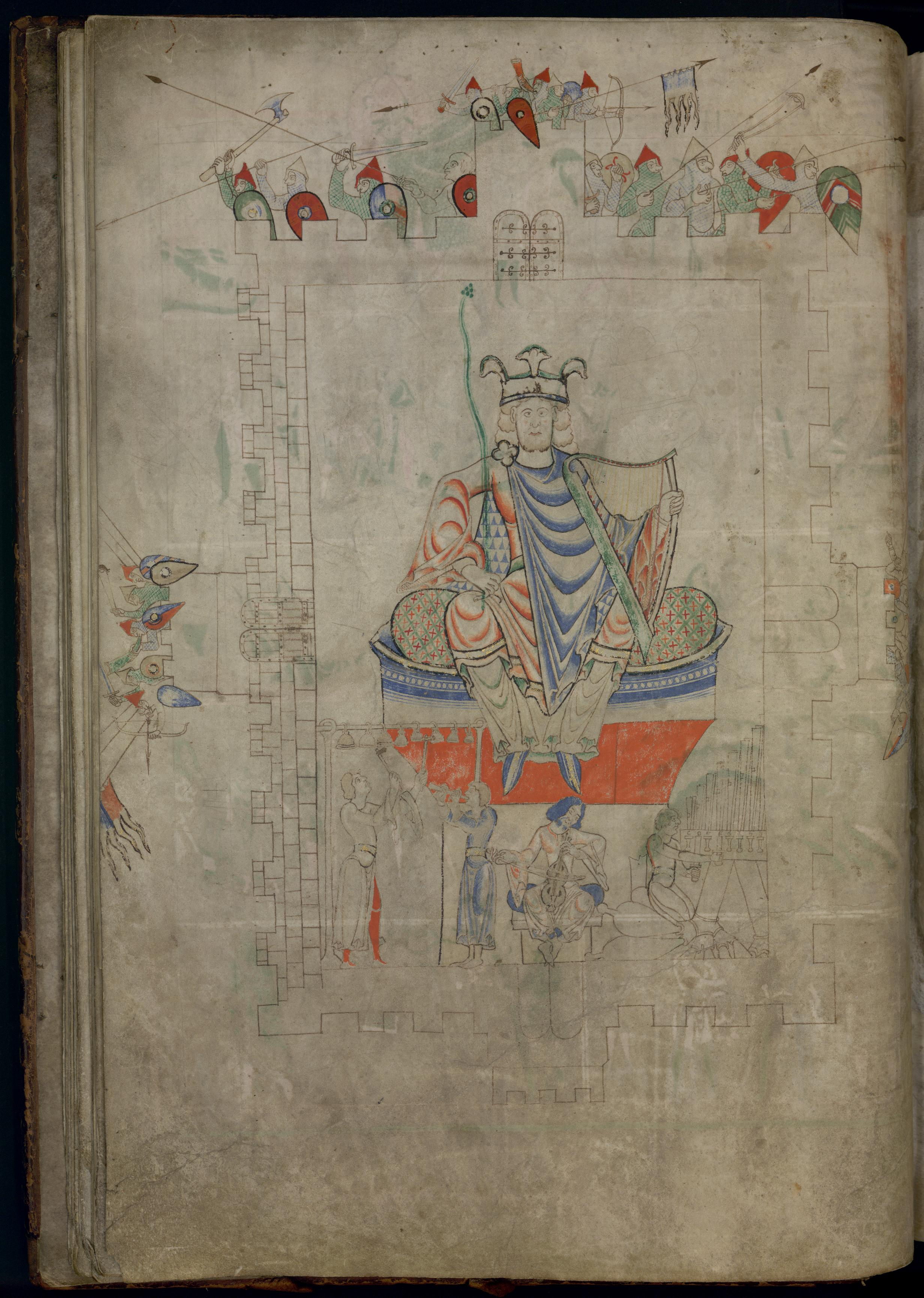
Miniature représentant le Roi David en musicien, Bible d'Étienne Harding,1109-1112, Dijon, Bibliothèque Municipale, Ms. 14, f. 13 V.
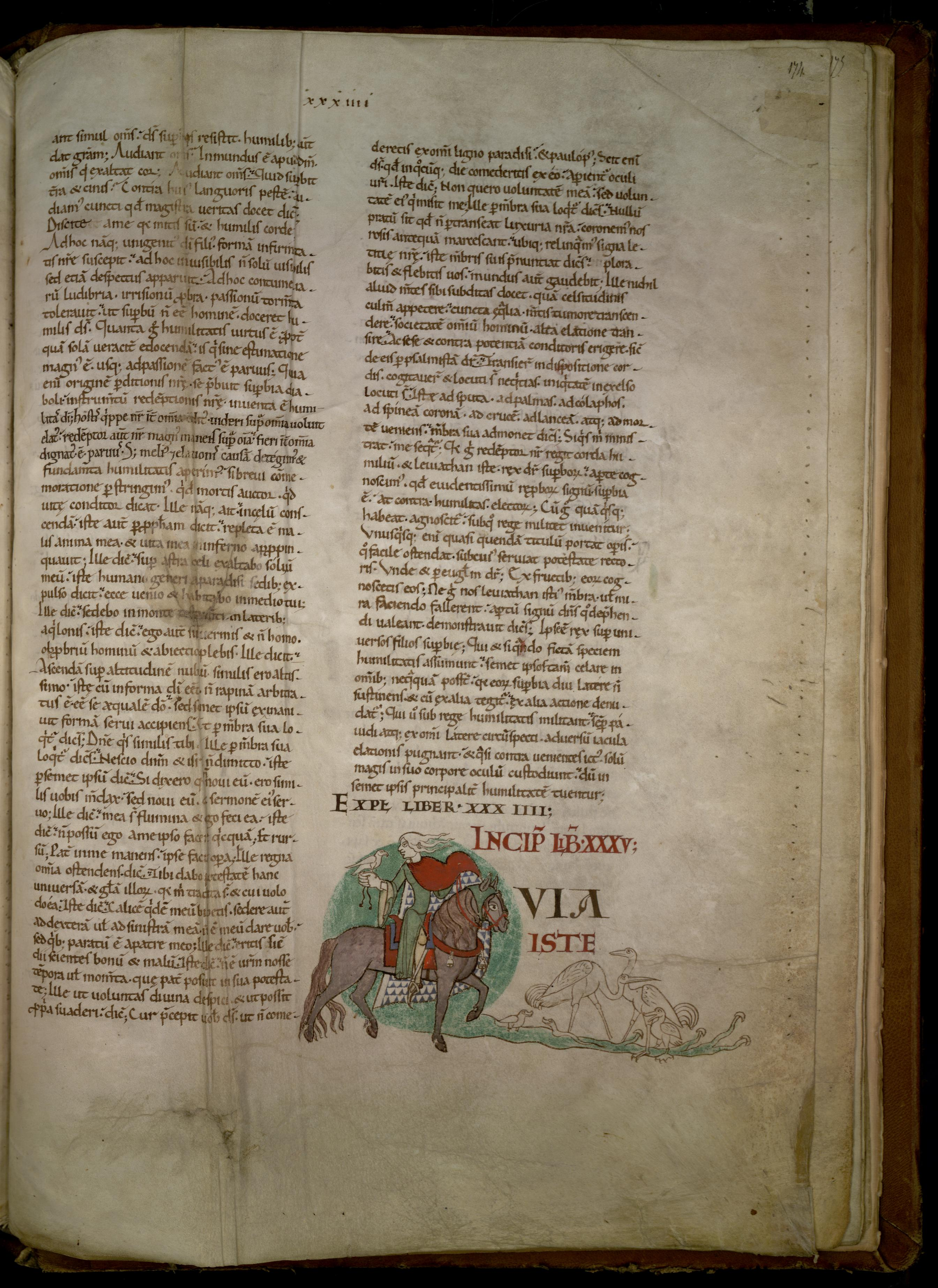
Initiale historiée « Q », Morales sur Job, Chapitre XXXV, XIIe siècle, Dijon, Bibliothèque municipale, Ms. 173, f. 174 R.
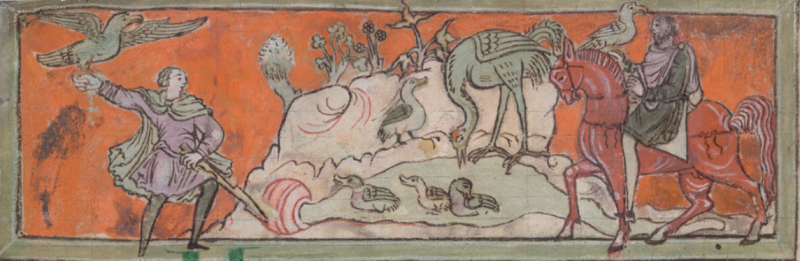
Détail de deux hommes, l'un à pied et d'un autre à cheval, faisant du colportage, XIe siècle, Londres, British Library, Cotton Ms. Tiberius B V1, f. 7 V.
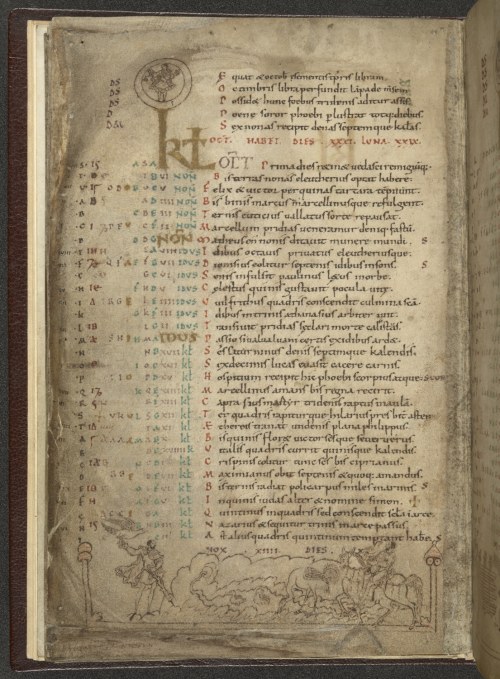
Folio historié d'un calendrier au mois d'octobre, XIe siècle, Londres, British Library, Cotton Ms. Iulius A. VI, f. 7 V.

En parallèle à l'évolution des motifs iconographiques, les moines de Cîteaux contribuent également au développement des techniques de calligraphie. Ils perfectionnent la « belle écriture », une forme de script élégante et lisible, en accord avec les principes énoncés par Bernard de Clairvaux. Parmi les œuvres emblématiques appartenant au premier style, la Bible d'Étienne Harding (volumes I et II ; Dijon, Bibliothèque municipale, Mss. 12-13 et 14-15) et les Morales sur Job (volumes I et II ; Dijon, Bibliothèque municipale, Mss. 168-170 et 173) occupent une place prépondérante.
Les volumes suivants entrent également dans cette catégorie :
- le Traité sur l'Évangile de Jean par saint Augustin (Berlin, Staatsbibliothek Preussischer Kulturbesitz, Hamilton Ms. 55 no 5bis) ;
- le Traité sur l'Évangile de Luc par saint Ambroise (Dijon, Bibliothèque municipale, Ms. 127) ;
- le Commentaire sur l'Évangile de Matthieu par saint Jérôme, suivi des traités De sermone Domini in monte et In Iohannis epistulam de saint Augustin, et du traité De officiis de saint Ambroise (Dijon, Bibliothèque municipale, Ms. 133) ;
- les Lettres de saint Jérôme (Dijon, Bibliothèque municipale, Ms. 135) ;
- les Commentaires sur les Psaumes de saint Augustin (Dijon, Bibliothèque municipale, Mss. 145-147) ;
- les traités De quantitate animae. Expositio et Retractatio Bedae Venerabilis in Actus Apostolorum interpolatae de saint Augustin, suivi des traités Expositio in Psalmum CXVIII, Liber de mysteriss, De sacramentis et De poenitentia de saint Ambroise (Dijon, Bibliothèque municipale, Ms. 153) ;
- La Cité de Dieu de saint Augustin (Dijon, Bibliothèque municipale, Ms. 158).

#### Le «deuxième style» de Cîteaux
Le « deuxième style », également connu sous le nom de « style byzantin », émerge aux alentours des années 1120-1135,. Contrairement au premier style qui était caractérisé par sa vivacité et ses représentations végétales et animales, le deuxième style se distingue par sa monumentalité, sa gravité et son idéalisation,, mais aussi par ses sujets qui portent essentiellement sur des thèmes religieux,. Il est suggéré que ce style pourrait être l'œuvre d'un second moine-peintre, possiblement familier de l'iconographie orientale,. Des similitudes avec la peinture byzantine, combinées à des influences arabisantes dans les détails décoratifs, suggèrent une possible origine mozarabe,- même si les spécialistes restent nettement plus favorables à l'idée d'une influence provenant d'Italie méridionale,,.

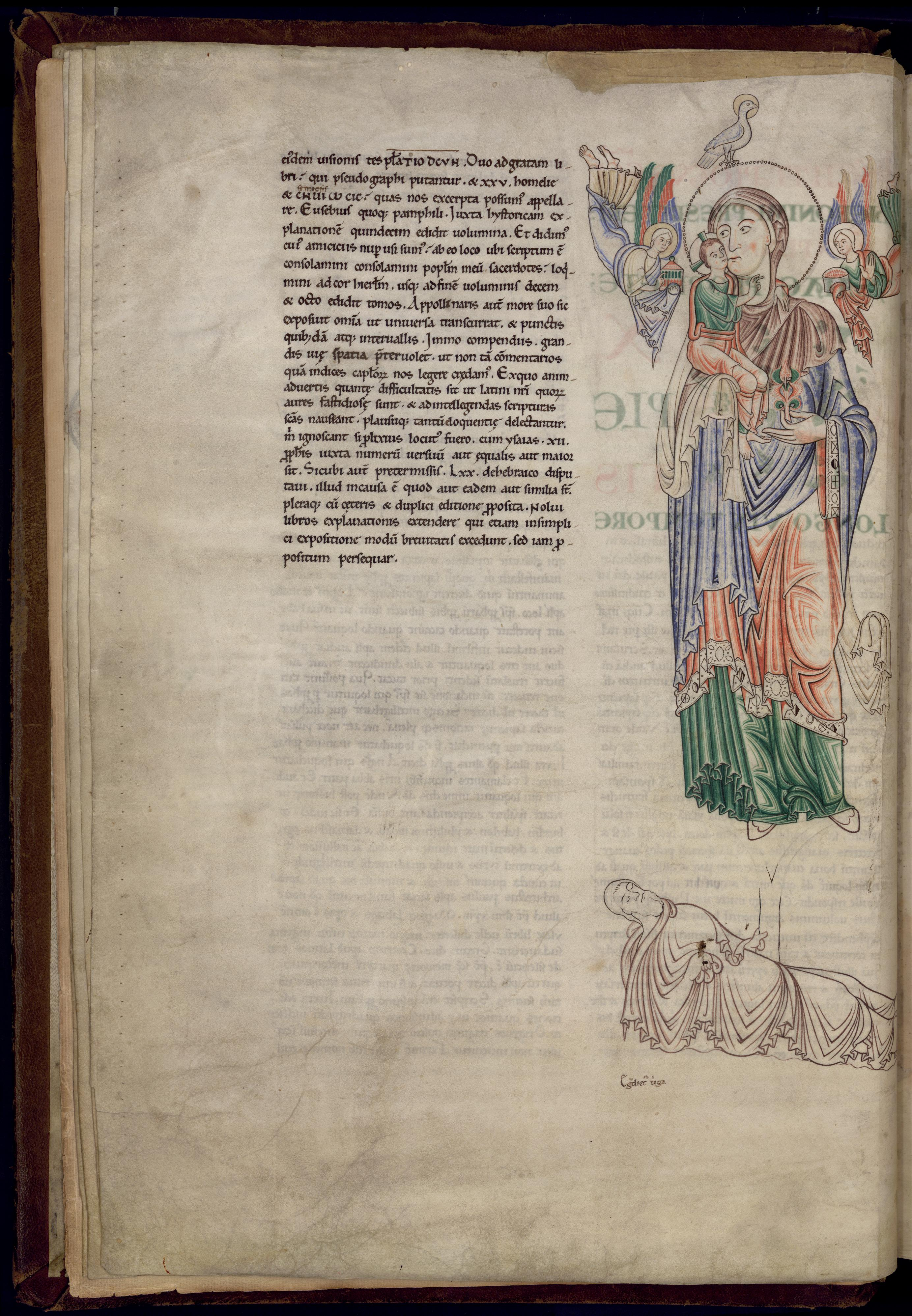
Arbre de Jessé avec représentation de la Vierge à l'enfant dans le goût de l'iconographie byzantine. Explanatio in Isaiam : Commentaire sur Isaïe de Saint Jérôme, vers 1120-1133, Dijon, Bibliothèque municipale, Ms 129, folio 4 V.
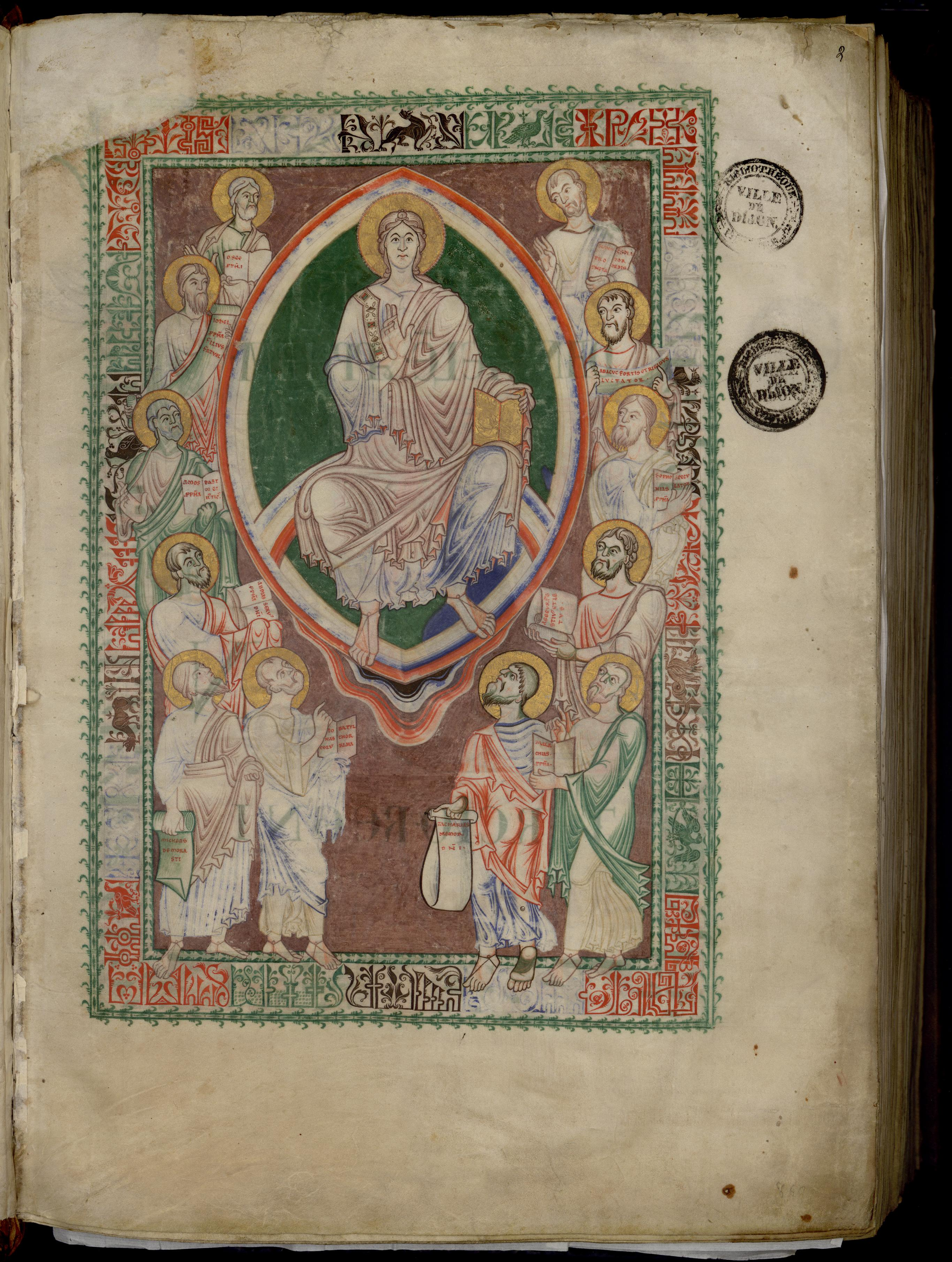
Jésus et les douze petits prophètes, miniature dans le goût des icônes byzantines avec frise aux motifs coufiques et zoomorphes. Explanationes in Danihel prophetiam, Prophetas et Ecclesiasten : Commentaires sur la prophétie de Daniel, les douze petits prophètes et l'Ecclésiaste de Saint Jérôme, XIIe siècle, Dijon, Bibliothèque municipale, Ms 132, folio 2 R.
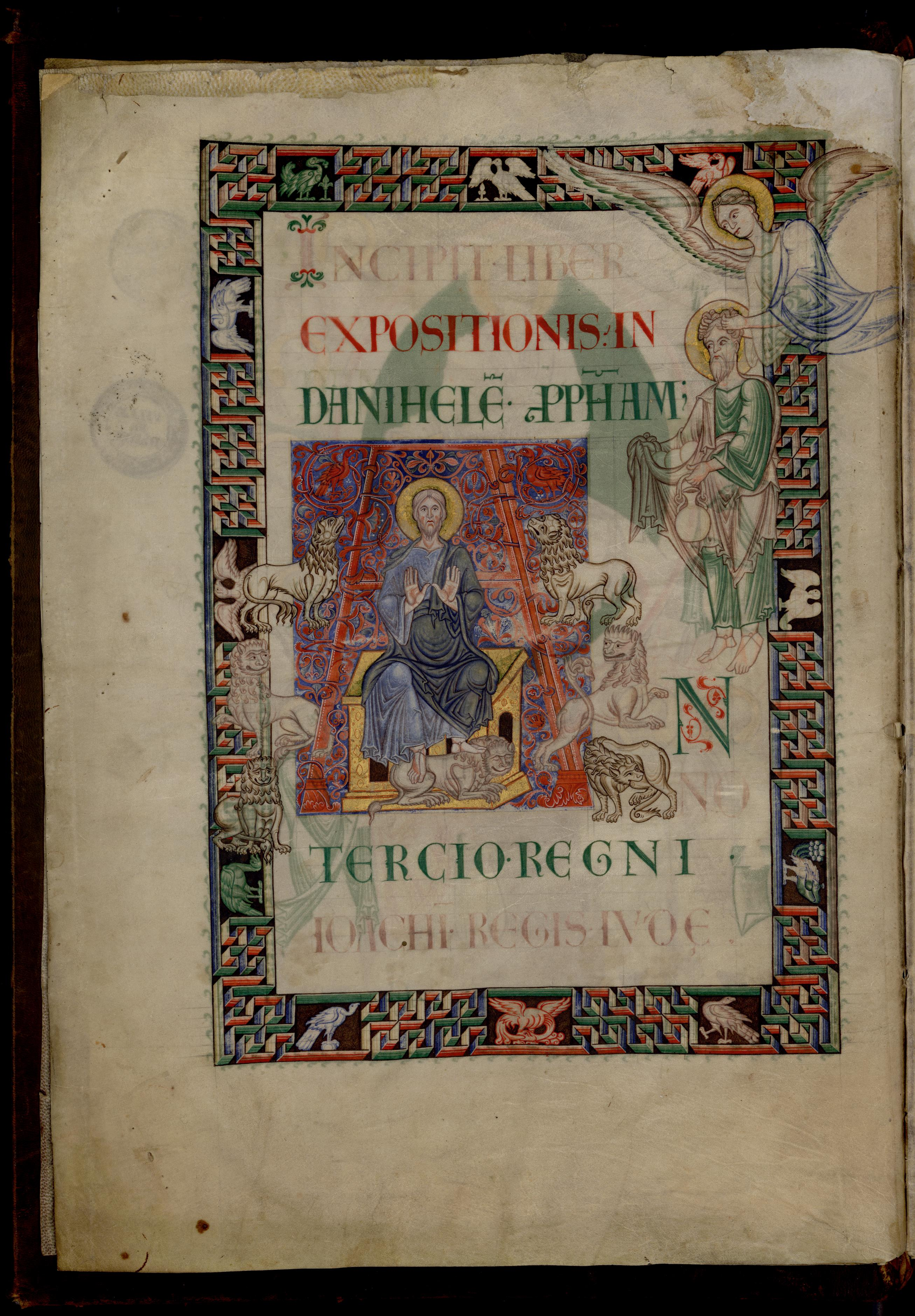
Initiale « A » aux arabesques pourpres avec représentation de Daniel dans la fosse aux lions. Explanationes in Danihel prophetiam, Prophetas et Ecclesiasten : Commentaires sur la prophétie de Daniel, les douze petits prophètes et l'Ecclésiaste de Saint Jérôme, XIIe siècle, Dijon, Bibliothèque municipale, Ms 132, folio 2 V.

Parmi les manuscrits cisterciens appartenant au deuxième style, figurent :
- les Sermons de Pierre Chrysologue (Baltimore, Walters Art Gallery, Ms. 19) ;
- le Commentaire sur les Psaumes du Pseudo-Jérôme (Dijon, Bibliothèque municipale, Ms. 32) ;
- Sur la doctrine chrétienne de saint Augustin (Dijon, Bibliothèque municipale, Ms. 45²) ;
- la deuxième partie du Commentaire sur les Psaumes de Cassiodore (Dijon, Bibliothèque municipale, Ms. 56) ;
- les Œuvres de saint Ambroise (Dijon, Bibliothèque municipale, Ms. 126) ;
- les Commentaires sur Isaïe de saint Jérôme (Dijon, Bibliothèque municipale, Ms. 129) ;
- le Commentaire sur Ezéchiel de saint Jérôme (Dijon, Bibliothèque municipale, Ms. 131) ;
- les Commentaires sur Daniel, sur les petits prophètes et sur l'Ecclésiaste de saint Jérôme (Dijon, Bibliothèque municipale, Ms. 132) ;
- le Traité sur la Trinité de saint Augustin (Dijon, Bibliothèque municipale, Ms. 141) ;
- les Lettres de saint Augustin (Dijon, Bibliothèque municipale, Ms. 157) ;
- les Confessions de saint Augustin (Dijon, Bibliothèque municipale, Ms. 162) ;
- les Œuvres de Cassion et de saint Grégoire (Dijon, Bibliothèque municipale, Ms. 165) ;
- les Lettres de saint Grégoire (Dijon, Bibliothèque municipale, Ms. 180) ;
- le Légendier de Cîteaux (Dijon, Bibliothèque municipale, Mss. 641 et 642) ;
- les fragments du Légendier de Cîteaux (Dijon, Bibliothèque municipale, Ms. 643).

Cette liste est parfois étendue à d'autres manuscrits bourguignons qui ne proviennent pas à proprement parler de l'abbaye de Cîteaux, mais qui témoignent par leur style d'un lien de parenté avec celle-ci. Ils sont les témoignages directs de la diffusion du « deuxième style » de Cîteaux en Bourgogne au deuxième quart du XIIe siècle. Dans cette catégorie sont notamment regroupés les titres suivants :
- les Moralia in Iob de Grégoire le Grand (Chalon-sur-Saône, Bibliothèque municipale, Mss. 7, 8 et 9) ;
- la Biblia sacra (Dijon, Bibliothèque municipale, Ms. 2) ;
- la Vitae sanctorum (Montpellier, Faculté de Médecine, Ms. 30) ;
- les Orationes de saint Grégoire de Nazianze et les Moralia in Iob de Grégoire le Grand (Montpellier, Faculté de Médecine, Ms. 411) ;
- les Martyrologium Usuardi ad usum Sancti Benigni ; Regula Sancti Benedicti ; Lectiones euangeliorum ; Necrologium Sancti Benigni (Dijon, Bibliothèque municipale, Ms. 634, ff. 3-165) ;
- les Enarrationes in Psalmos de saint Augustin (Clamecy, Musée, CP 556 1 et 2)
- les Homiliae in Ezechielem de saint Grégoire le Grand (Paris, Bibliothèque nationale de France, lat. 2246).

#### Le «troisième style» de Cîteaux
Le « troisième style », dit « monochrome » naît sous l'influence du scriptorium de Clairvaux, vers 1140-1160. Le statut quatre-vingt du chapitre général de Clairvaux daté vers 1152 évoque l'illustration des manuscrits qui doivent être ornés de « lettres non peintes et d'une seule couleur ». Ce nouveau style délaisse donc les scènes historiées, les enlumineurs optent en effet pour des lettres décorées d'entrelacs et arabesques en camaïeu,,. Deux manuscrits conservés à la bibliothèque municipale de Dijon illustrent ce style, les Mss. 114 et 189. Pour les ouvrages de ce style, les volumes concernés sont beaucoup trop nombreux pour en dresser la liste. Les spécialistes datent en général la fin de ce style monochrome vers 1180-1190.

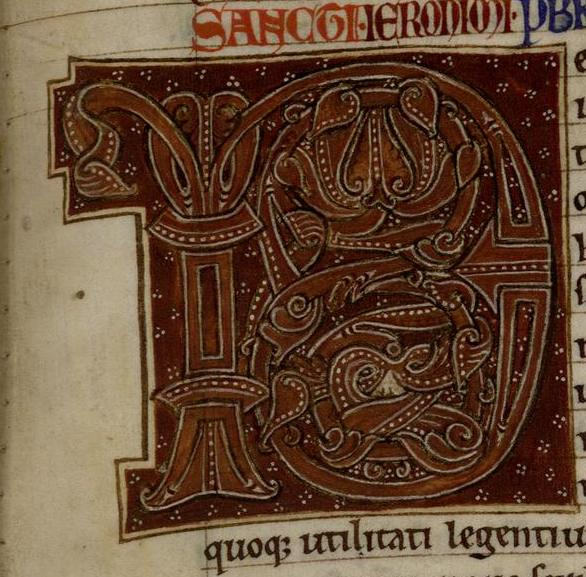
Bréviaire et autres livres liturgiques, Dijon, Bibliothèque municipale, Ms. 114, folio 2 recto
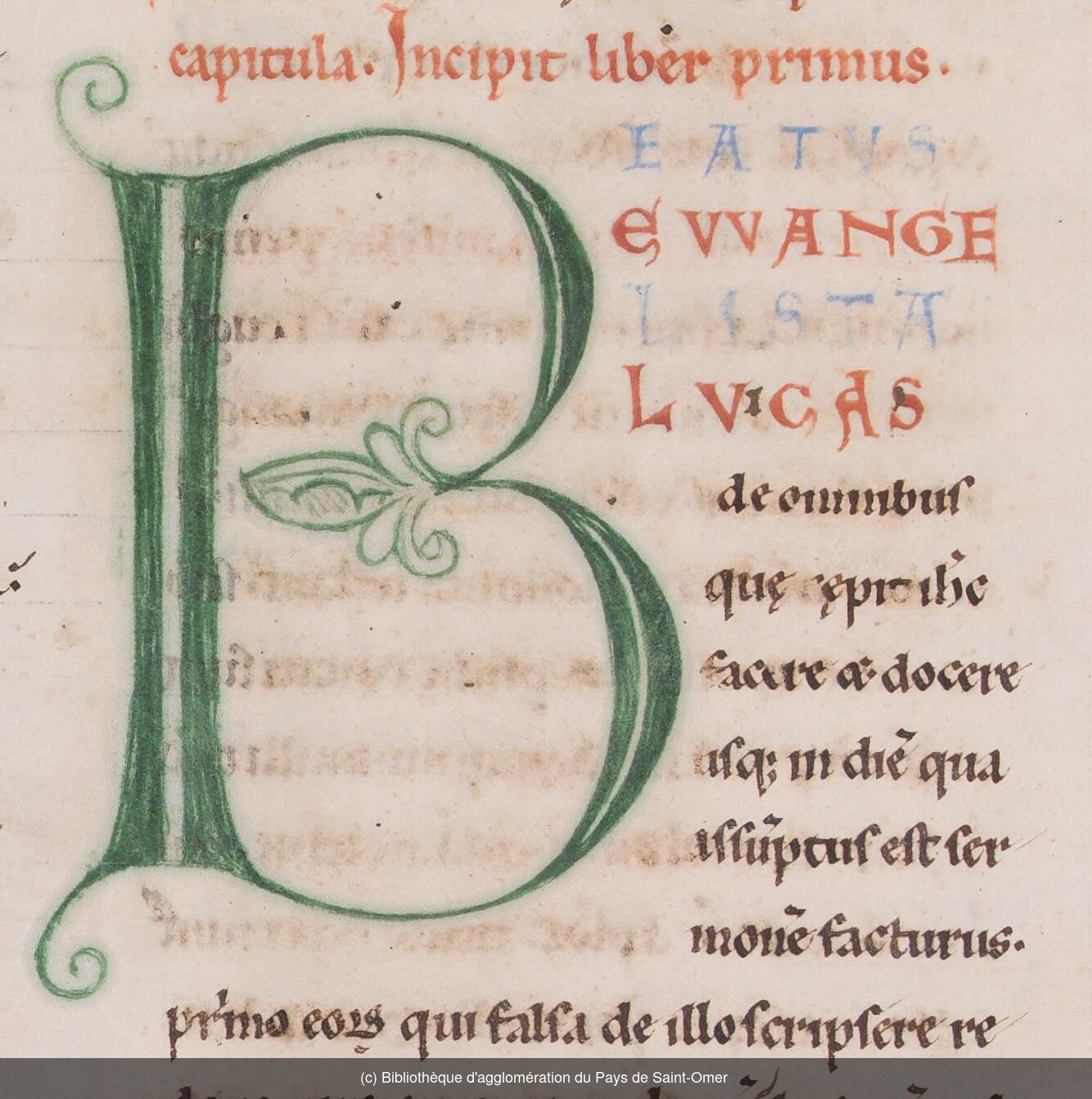
Bréviaire et autres livres liturgiques, Dijon, Bibliothèque municipale, Ms. 114, folio 2 recto (détail)

D’après Yolanta Załuska, le décor autorisé et préconisé concernerait les lettres secondaires des manuscrits et non les lettres ornées (c’est-à-dire les lettres aux articulations principales du texte, et qui sont ornées de toutes sortes de motif végétaux, animaliers, anthropomorphes ou hybrides). Les lettres secondaires (c’est-à-dire les initiales des subdivisions de texte ou les incipit de moindre importance) connaissent un grand développement tout au long du douzième siècle, avec l’arrivée du rouge vif, du bleu et du vert. Les formes vont aussi se diversifier et les artistes leur ajoute des motifs ornementaux provenant du monde végétal ou abstrait. Certaines lettres secondaires sont mêmes particulièrement élaborées et grandes, ce qui les rapprochent beaucoup des lettres ornées. La possible traduction de cette citation serait donc une interdiction des lettres ornées, avec la possibilité de faire des initiales de couleur mais d’une seule couleur seulement. Ces règles vont donner naissance au troisième style ou « style monochrome », qui atteint son apogée dans les années 1160-1180.
Yolanta Załuska précise cependant que « la monochromie n’est pas un trait purement cistercien, mais les moines blancs sont les premiers à l’avoir érigée en doctrine et à en avoir fait une forme de la quête de Dieu ». Ce modèle d'enluminure s'est alors transmis aux autres filles de l'Ordre comme on peut le voir dans le manuscrit de l'Explication de l’évangile selon Luc rédigé par Bède le Vénérable pour l'abbaye de Clairmarais (Ms. 0017, Bibliothèque de l’Agglomération du Pays de Saint-Omer). Certains spécialistes considèrent même que l'étiquette de « style monochrome » est impropre, eu égard aux différences stylistiques notables qui existent entre les miniatures de cette catégorie - en-dehors de leur couleur unique.

## La bibliothèque de l'abbaye de Cîteaux auXIIesiècle

### Les inventaires
Aucun inventaire de la bibliothèque de Cîteaux au XIIe siècle n'est conservé, alors que des catalogues de la même époque sont connus pour les abbayes de Clairvaux, et de Pontigny,,.
Le plus ancien inventaire connu pour Cîteaux est celui établi par l’abbé Jean de Cirey entre 1480 et 1482,, publié au XIXe siècle, qui comprend environ 1 200 références. À la même époque, l’abbaye de Clairvaux dispose — d’après un inventaire conservé — d'un fonds bien plus important,. Dans l’inventaire de Jean de Cirey, deux-cent-treize des manuscrits de la bibliothèque de Dijon ont pu être identifiés. Cent-cinq des volumes de la liste datent du XIIe siècle.
Un autre catalogue de la bibliothèque conservé sous le nom Omnia manuscriptia quae asseruantur in Bibliotheca maiori Cisterciensis archicoenobii, dit « inventaire de Montfaucon » date du XVIIIe siècle. Il témoigne d’une diminution quantitative du fonds et ne compte plus que 900 références . Ce manque n'est pas dommageable selon Yolanta Załuska, puisqu'une partie des œuvres perdues - en dehors des ouvrages liturgiques détruits après le Concile de Trente - était considérés de piètre qualité par Jean de Cirey.
Un autre catalogue, celui des Omnia fere Mss quae asseruantur in Bibliotheca minori Cisterciensis archicoenobii, n’est pas daté. S'il reprend les données essentielles de « l'inventaire de Montfaucon », force est de reconnaître que des différences notables y sont visibles (formule abrégée pour la description des ouvrages, autre disposition des livres séparés en tabulae « A » à « L » et « M » à « P », identification et définition partielles des catégories, dispersion des volumes, description trop générale des manuscrits ne permettant pas toujours leur identificaion). Au cours du XVIIIe siècle, il est possible que le rangement des livres ait évolué d’une position couchée ait été vers une position debout.
Un inventaire de 590 numéros, conservé en deux exemplaires (Dijon, Bibliothèque municipale, Ms. 2478 ; Paris, Bibliothèque nationale, nouv. acq. lat. 1647), reflète probablement les saisies révolutionnaires,. Une centaine de références semblent avoir disparu à cette occasion. Les ouvrages de saint Thomas d’Aquin ont presque tous été dispersés à cette époque.
Le premier catalogue de la bibliothèque publique de Dijon est probablement publié en 1802 par le bibliothécaire Charles Boullemier,.

### Le fonds
Les manuscrits du XIIe siècle issus de la bibliothèque de Cîteaux comprennent des volumes de différentes origines. Parmi eux, on a pu identifier 80 volumes exécutés au sein du scriptorium de l’abbaye. Le style de Cîteaux, notamment le « 2e style » s’est en effet largement diffusé en Bourgogne. Il a naturellement été repris dans les abbayes de l’ordre (Fontenay, Pontigny, La Ferté-sur-Grosne) mais il a également gagné des scriptoria de l’ordre bénédictin : des manuscrits produits à Saint-Bénigne de Dijon en portent la marque.
Au XIIe siècle, les scriptoria sont les principaux centres de production des livres. La culture est alors principalement monastique, cléricale et détermine les types d’ouvrages conservés dans les bibliothèques. La majorité des livres copiés sont les livres sacrés.
Parmi le fonds, on comptait des manuscrits liturgiques qui ont presque tous été détruits, ainsi que des Bibles, des légendiers, des références de la littérature patristique et des théologiens du haut Moyen Âge tels que Raban Maur et le Pseudo-Bède. On retrouve également les auteurs Anselme de Cantorbéry, Guibert de Nogent, Hugues et Richard de Saint-Victor, saint Bernard, Hugues de Fouilloy et Hervé de Bourg-Dieu.
Le monitum d’Étienne Harding indique que le monastère de Cîteaux, lors de sa création, avait emprunté plusieurs Bibles à différentes églises afin de choisir les meilleurs textes exécuter celle de l’abbaye. Des disparités notables au sein des différents textes l’ont incité à reprendre l’autorité de la Bible hébraïque. Des rabbins furent consultés pour certains passages.
Au XIIe siècle, la bibliothèque conservait probablement plusieurs manuscrits exécutés dans des abbayes du nord de la France. Certains auraient pu y arriver par l’intermédiaire du fondateur de l’ordre, Robert de Molesmes. En 1124, Étienne Harding commanda un manuscrit à l’abbaye Saint-Vaast d’Arras lors de son passage en France. Un autre fut offert à Cîteaux par Godescalc, évêque d’Arras.
Les moines cisterciens marquaient leurs ouvrages au moyen d’ex-libris, portant souvent la mention « Liber sancte Marie », suivie du nom du monastère. Souvent placés à la fin du volume, ils deviennent courants à partir des années 1130-1140. La pratique aurait été introduite sous l’abbatiat d’Étienne Harding.
La plupart des reliures datent de la fin du Moyen Âge, notamment de l’abbatiat de Jean de Cirey (1476-1501).

## Le rôle de Bernard de Clairvaux
Figure majeure du douzième siècle en Europe, Bernard de Clairvaux a aussi exercé une grande influence sur la production de manuscrits enluminés dans l’ordre cistercien. Venant d’une famille de moyenne noblesse bourguignonne, Bernard de Clairvaux est vite attiré par l’austérité et le dénuement de l’ordre cistercien. Il entre à l’abbaye de Cîteaux en 1112-1113. Très vite, il devient un élément essentiel de l’ordre, à tel point qu’en 1115, Etienne Harding l’envoie fonder la troisième fille de Cîteaux, l’abbaye de Clairvaux. Personnalité très recherchée et écoutée, Bernard de Clairvaux joue un grand rôle dans les affaires publiques de son temps (résolution du schisme d’Anaclet en 1135, prêche de la seconde croisade en 1146). Bernard de Clairvaux est également un intellectuel qui écrit des traités ainsi que de nombreux sermons, comme celui sur le Cantique des Cantiques.
En plus de son influence dans les affaires de son temps, Bernard de Clairvaux joue un rôle majeur pour l'ordre cistercien, notamment en ce qui concerne l'art. La vision de l’art, et surtout de l’architecture, de Bernard de Clairvaux vient de ses réflexions et de sa conception de la vie monastique. L’ordre cistercien suit la règle de saint Benoît, avec ses trois vertus : l’obéissance, l’humilité et l’esprit de silence. Les cisterciens vont développer en plus une spiritualité marquée par la paix intérieure, l’ascèse et un cheminement vers Dieu.
Pour Bernard de Clairvaux, le moine cistercien ne doit être détourné en rien de son cheminement à Dieu, de sa prière, ce qui le conduit à vouloir un art extrêmement épuré, simple et sans ostentation. Si à cette époque, Saint-Denis et Cluny se démarquent par des œuvres et une architecture qui privilégient la somptuosité (toujours dans le but d’honorer Dieu), Bernard de Clairvaux souhaite que cette célébration de Dieu soit intérieure chez les moines cisterciens. Rien ne doit distraire le moine de sa vocation, ou perturber sa vie intérieure. Cela commence par les bâtiments qui doivent être les plus purs possibles, sans décoration (notamment pour les chapiteaux du cloître). Toute forme de luxe doit être bannie, que ce soit dans les dimensions des édifices, leur décoration ou dans la production même d’objets, comme les manuscrits.
Mais le rôle de Bernard de Clairvaux pour la conception d’un art cistercien ne s’arrête pas à l’architecture. L’étude de la parole de Dieu joue également un rôle très important dans la vie des moines cistercien, ce qui peut expliquer l’intérêt que l’abbé porte au sujet des manuscrits. Dans les Institua Generalis Capituli apud Cistercium, l’article LXXX mentionne que « Les lettres devront être d’une seule couleur et non peintes », ce qui a conduit à la suppression des ornements figuratifs des manuscrits.
En édictant ces règles sur les enluminures, Bernard de Clairvaux souhaite éviter une trop grande richesse dans les manuscrits qui pourrait éloigner le moine cistercien du dénuement et de la pauvreté et donc de la recherche de Dieu. Grâce à ce changement dans l’ornementation des manuscrits, Bernard de Clairvaux met en œuvre sa vision d’un art sobre et épuré, mais cela lui permet aussi d’éviter que des artistes extérieurs ne rentrent dans l’enceinte de l’abbaye. Au douzième siècle, les moines copient les manuscrits mais les enluminures sont souvent confiées à des artistes extérieurs. Bernard de Clairvaux voulait préserver l’indépendance d’une abbaye et éviter le contact avec le monde extérieur, qui pourrait entraîner des conflits selon lui.
Les changements stylistiques voulus par Bernard de Clairvaux la traduction matérielle d’une vision du monachisme, de la quête de Dieu, et selon Yolanta Załuska « l'expression cohérente d'une pensée qui prend ses racines aussi bien dans la Bible, hostile à la figuration, que dans la règle de saint Benoît, qui préconise la pauvreté des moines ».

« Sa parole a gouverné, comme le reste, l’art de Cîteaux. Parce que cet art est inséparable d’une morale, qu’il incarnait, qu’il voulait à toutes forces imposer à l’univers, et en premier lieu aux moines de son ordre »

— Georges Duby, Saint Bernard. L'art cistercien

## Deux chefs-d'œuvre: laBible d'Étienne Hardinget lesMoralia in Job

### La Bible d'Étienne Harding

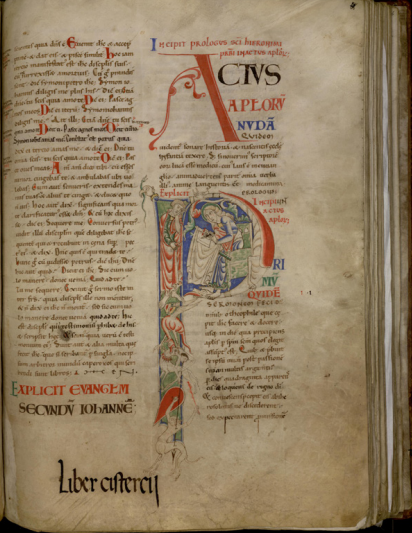
Première page des Actes des Apôtres, Bible d'Étienne Harding, (Dijon, Bibliothèque municipale, ms. 15, fol. 68 r)

Étienne Harding (vers 1060-1134) fut prieur de l’abbaye de Cîteaux à partir de 1109. Avec Robert de Molesmes, il est le fondateur de cette abbaye. Considéré comme saint dès la fin du Moyen Âge, il ne fut cependant jamais canonisé. D’origine anglo-saxonne, il était très érudit et parlait quatre langues. Il fut l’un des grands réformateurs de la règle bénédictine, réforme commencée avant lui. Ces changements donnèrent lieu à l’ordre cistercien, qui ne comptait pas moins de soixante-dix monastères à la mort d’Étienne Harding. Il fit édicter une Bible (dite Bible d’Étienne Harding) qu’il voulait aussi proche de la Vulgate, la traduction officielle de saint Jérôme de Stridon. Il fit une recension du texte latin à partir du texte grec. On sait même qu’il fit appel à des Juifs pour comparer les textes hébraïques avec ses propres traductions. Ce fut l’un des premiers ouvrages rédigés dans le scriptorium de l’abbaye : en effet, cela faisait dix ans à peine que le monastère était fondé quand Étienne Harding devint abbé. Il est probable que le scriptorium rentre en activité à ce moment-là. Copier la Bible, livre fondamental du christianisme qui s’était répandu dans toute l’Europe depuis plusieurs siècles, était une forme de retour aux sources s’inscrivant dans le cadre de la réforme cistercienne menée par Étienne Harding. Renfermant l’essentiel des textes sacrés, ce livre était très utilisé, par exemple lu pendant les repas. Il est de plus intéressant de noter que l’abbaye n’est pas dans une période particulièrement prospère à ce moment-là.
Cette bible était composée de deux tomes qui furent par la suite reliés en quatre volumes. On estime que trois copistes et deux enlumineurs y ont participé, probablement en deux phases différentes de réalisation. Certains historiens de l’art ont estimé qu'Étienne Harding lui-même aurait pu y participer. Le premier tome, probablement achevé vers 1109, se termine par un Monitum, autrement dit un avertissement, rédigé par Étienne Harding lui-même, expliquant le contexte de création de ce somptueux ouvrage. La Bible fut enrichie de nombreuses miniatures. Les illustrations sont extrêmement vivantes et rappellent les bandes dessinées modernes, telle la page sur la vie du roi David, pleine de mouvement.
Le livre nous permet donc une plus grande compréhension des origines du monastère et de la réforme qui y était en cours.
À la Révolution française, la bible rejoint la Bibliothèque municipale de Dijon. La bible d’Étienne Harding est aujourd’hui l’un des manuscrits les plus connus du monde médiéval.

### Les Morales sur Job
Saint Grégoire le Grand, pape en 590, composa un commentaire sur le livre de Job, un des textes de la Bible. Ce texte rencontra un immense succès au Moyen Âge, et fut un des plus lus et des plus copiés dans les scriptoria des monastères. Jeune diacre, il avait été envoyé à Constantinople où il prêcha une série de sermons sur Job qui furent notés et retranscrits en 35 chapitres. Chaque verset est pour lui l’occasion de dégager un enseignement chrétien. Il offrit plus tard son œuvre à Léandre de Séville.
Le manuscrit réalisé à l’abbaye de Cîteaux est également réalisé par le scriptorium, très vraisemblablement au début du XIIe siècle. À l’origine copié en deux tomes à la suite de la réalisation de la Bible d’Étienne Harding, le premier tome est ensuite réparti en trois volumes. Des lettrines historiées pleines d’humour viennent égayer le texte tout au long des marges. Trois scribes ont probablement participé à la copie de ce texte et l’un des trois aurait lui-même été un des scribes de la Bible d’Étienne Harding. Le « premier style » de Cîteaux y est très reconnaissable par la vivacité des scènes, et l’inspiration que les moines trouvent dans leur quotidien, retranscrit dans ces feuillets. On trouve dans le premier tome une lettre illustrant la remise des Morales sur Job à Léandre de Séville par saint Grégoire le Grand. D’autres lettrines viennent illustrer la vie des moines. Les scribes et les enlumineurs retranscrivent de manière plus ou moins consciente leur univers familier, apportant un témoignage extrêmement précieux sur leur époque.
Lui aussi est conservé aujourd’hui à la Bibliothèque municipale de Dijon où il a été transféré pendant la Révolution française. Ces deux ouvrages extraordinaires sont les témoins d’un des sommets de l’enluminure médiévale.

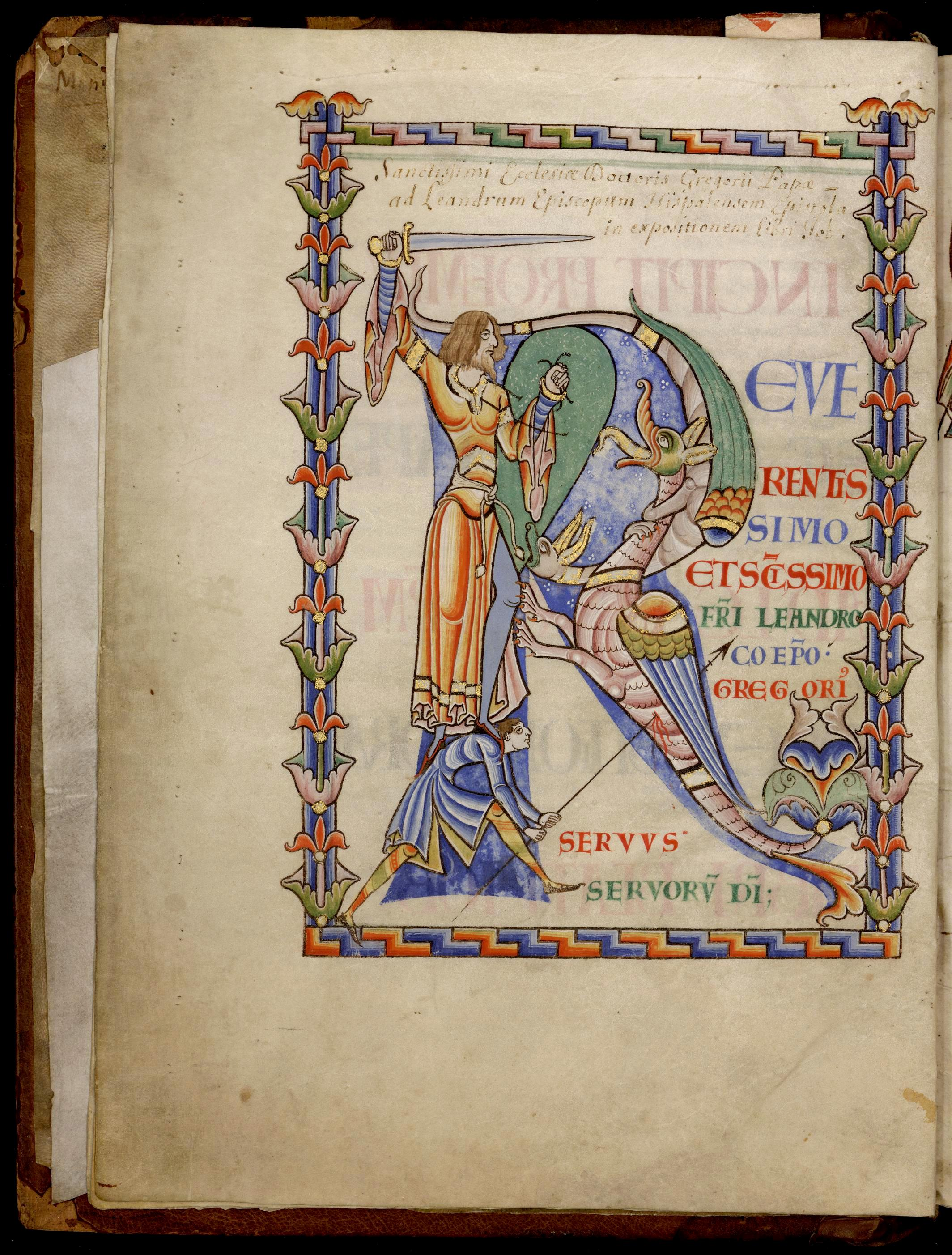
Grande initiale R encadrée en pleine page représentant deux hommes (un chevalier et son serviteur ?) combattant deux dragons. Moralia in Job. Bibliothèque municipale de Dijon, ms 168, fol. 4V
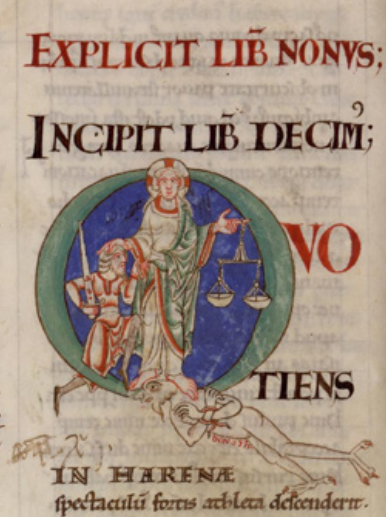
Le Christ justicier, écrasant sous ses pieds Satan, accueille Job. Moralia in Job. Bibliothèque municipale de Dijon, ms 169, fol. 88V.
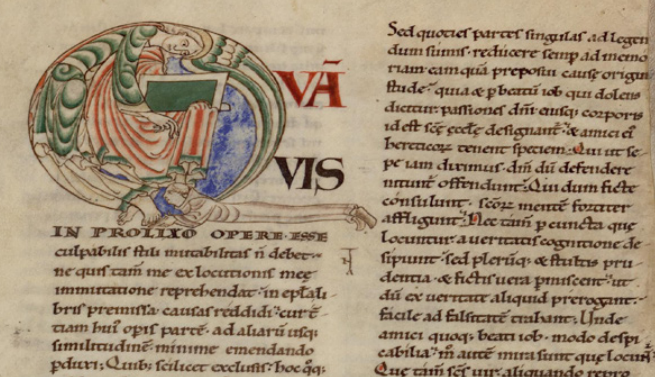
Un moine cistercien bénit un autre moine. Moralia in Job. Bibliothèque municipale de Dijon, ms 170, fol. 6V.
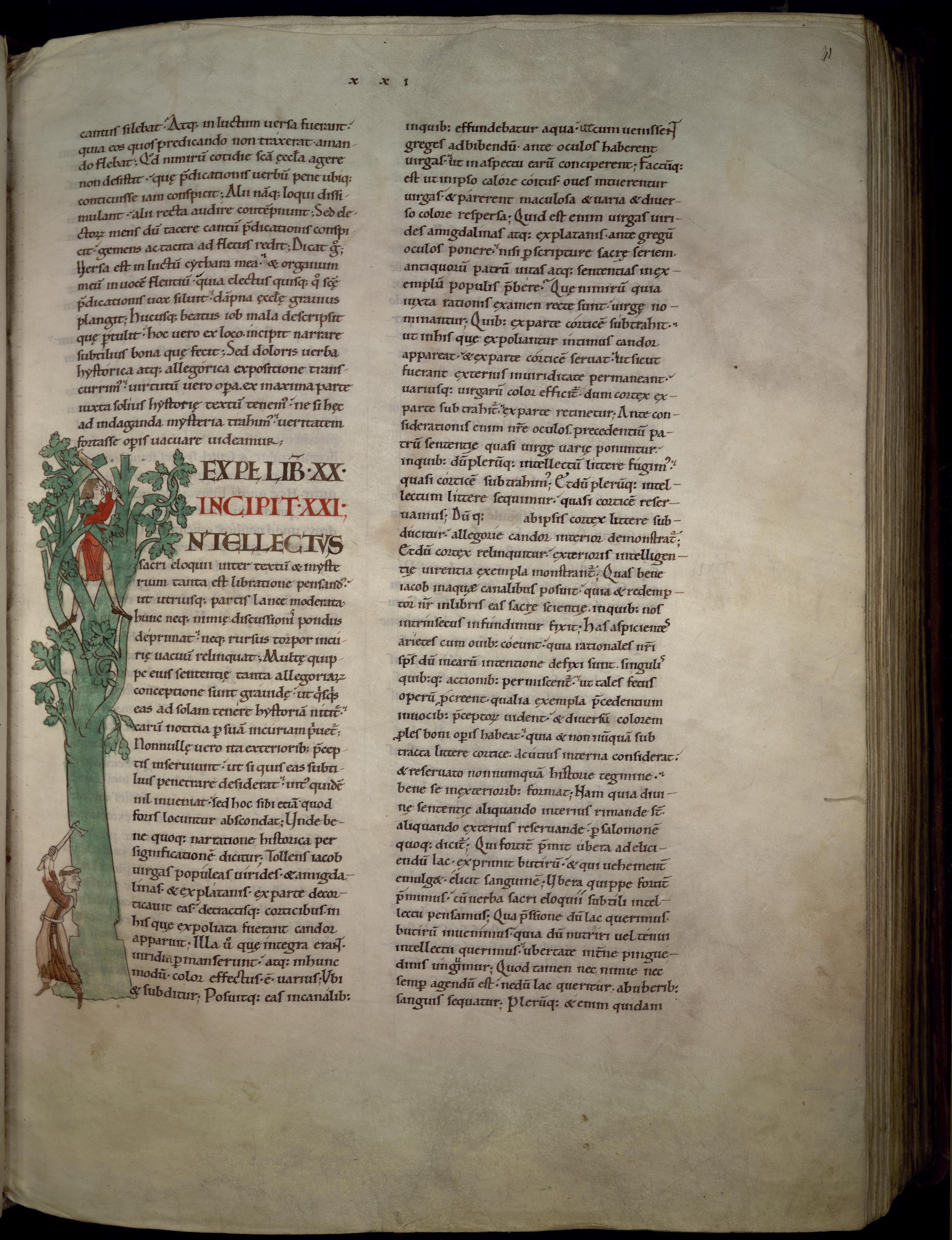
Initiale I ornée de deux hommes (dont un moine) coupant un arbre. Moralia in Job. Bibliothèque municipale de Dijon, ms 173, fol. 41R.

## Les expositions en France et à l'étranger
La célébrité des manuscrits de l'abbaye de Cîteaux, liée à la qualité exceptionnelle de leurs enluminures, a entraîné leur présentation dans diverses expositions prenant place aussi bien en France qu'à l'étranger.

### Les expositions à Dijon et à Troyes
Conservés quasiment dans leur intégralité à la bibliothèque municipale de Dijon, c'est naturellement à Dijon ou dans les régions voisines qu'ont lieu fréquemment des expositions sur ces manuscrits. C'est souvent à l'occasion d'anniversaire qu'elles sont alors organisées.

#### À Dijon
En 1953, à l'occasion du 800e anniversaire de la mort de Bernard de Clairvaux (1090-1153), figure importante de l'ordre cistercien et de l'abbaye de Cîteaux, le musée des Beaux-Arts de Dijon organisa une exposition nommé Saint Bernard et l'art des Cisterciens.
De même, à partir du 20 juin 1998, dans le cadre du 900e anniversaire de la fondation de l'abbaye de Cîteaux, c'est l'exposition Le Trésor des humbles qui a pris place au musée archéologique de Dijon. Son succès permit de prolonger d'un mois l'exposition, jusqu'au 16 novembre de cette même année au lieu du 19 octobre. Pour accompagner cet événement, un petit ouvrage Voix enluminées de Cîteaux : les manuscrits cisterciens du 12e siècle de la Bibliothèque municipale de Dijon (lire en ligne) est publié.

#### À Troyes
Une vingtaine d'années plus tard, la bibliothèque municipale de Dijon prête des manuscrits pour une exposition intitulée Clairvaux. L'aventure cistercienne (5 juin – 15 novembre 2015) se déroulant à l'Hôtel-Dieu-le-Comte de Troyes alors que l'on fête le 9e centenaire de la fondation de l'abbaye de Clairvaux. Cette exposition itinérante fut organisée par le Conseil général de l'Aube et sa Direction des archives et du patrimoine.

### Les expositions parisiennes
À Paris, deux expositions sont à signaler.
De juin à septembre 1954, la Bibliothèque nationale de France a organisé une exposition autour des Manuscrits à peintures en France du VIIe s. au XIIe s. où une quinzaine de manuscrits de l'abbaye de Cîteaux occupait alors une place au sein de la section « Écoles de Bourgogne » à côté de l'« abbaye de Clairvaux » et de l'« abbaye de Cluny ». Y étaient notamment présentés :
- la Bible d'Étienne Harding (Dijon, bibliothèque municipale de Dijon, ms. 12-15)
- les Morales sur Job (Dijon, bibliothèque municipale de Dijon, ms. 168-170 et 173)
- les Commentaires sur Daniel, les petits prophètes et l'Ecclésiaste de Jérôme (Dijon, bibliothèque municipale de Dijon, ms. 132)
- les Commentaires sur Isaïe de Jérôme (Dijon, bibliothèque municipale de Dijon, ms. 129)
- Une partie du Légendier de Cîteaux (Dijon, bibliothèque municipale de Dijon, ms. 641-642)
- la Bible de Saint-Bénigne (Dijon, bibliothèque municipale de Dijon, ms. 2)

Un peu plus d'un demi-siècle après, c'est le musée du Louvre qui exposa trois manuscrits de mars à juin 2005 lors de l'exposition La France romane au temps des premiers Capétiens (987-1152). La Bible d'Étienne Harding (Dijon, bibliothèque municipale de Dijon, ms. 14), les Morales sur Job (Dijon, bibliothèque municipale de Dijon, ms. 173) et les Commentaires sur Daniel, les petits prophètes et l'Ecclésiaste (Dijon, bibliothèque municipale de Dijon, ms. 132) de Jérôme y étaient alors également présentés pour illustrer un exemple de grand centre de création de l'est de la France.

### Les expositions à l'étranger
C'est également dans le cadre d'expositions de grande envergure que les manuscrits de l'abbaye de Cîteaux ont pu être prêtés et montrés au public par-delà les Pyrénées ou le Rhin. En effet, sont à noter une exposition en Espagne et deux en Allemagne.

#### En Espagne
Se déroulant du 10 juillet au 10 octobre 1961 entre Barcelone et Saint-Jacques-de-Compostelle, l'exposition internationale L'Art roman, accueillit des manuscrits de l'abbaye de Cîteaux. Elle fut organisée par le Gouvernement espagnol avec l'appui du Conseil de l'Europe (c'était alors la septième que ce dernier soutenait depuis 1954).
Le succès de cette exposition dépassa largement l'Espagne comme le souligne René Crozet :  « Elle a attiré dans la capitale catalane de nombreux visiteurs venus, eux aussi, de toutes les parties de l'Europe et de plus loin encore ». »

#### En Allemagne
À un an d'intervalle, deux expositions se tenant en Allemagne ont pu présenter les manuscrits :
- Cologne en 1985 : Ornamenta Ecclesiae. Kunst und Künstler der Romanik, par le musée Schnütgen.
- Ingelheim-sur-le-Rhin (27 avril – 1er juin 1986 ; dans le cadre des 29e journées internationales) : Burgund im Spätmittelalter, 12. bis 15. Jh.. La Bourgogne à la fin du Moyen Âge.

### Ouvrages généraux
- Jean-Baptiste Auberger, L'unanimité cistercienne primitive : mythe ou réalité ?, Cîteaux, Sine Parvulos, Achel, 1986, 583 p.
- René Crozet, « L'exposition internationale d'art roman. Barcelone, 10 juillet-10 octobre 1961 », Cahiers de Civilisation Médiévale, vol. 4, no 16, 1961, p. 508–511.
- Marie-Françoise Damongeot, « La bibliothèque de l’abbaye au Moyen Âge », dans Martine Plouvier, Alain Saint-Denis (dir.), Pour une histoire monumentale de l’abbaye de Cîteaux, 1098-1998, Commentarii Cistercienses, Vitreux, Dijon, 1998, p. 227-245.
- Georges Duby, Saint-Bernard : l'art cistercien, Paris, Flammarion, 2017, 277 p.  (ISBN 978-2-0814-1651-2).
- Jeffrey Hamburger, « L'enluminure et le scriptorium de Cîteaux au XIIe siècle. Yolanta Załuska », Speculum, vol. 67, no 3, juillet 1992, p. 765–767  (ISSN 0038-7134 et 2040-8072), DOI 10.2307/2863737, lire en ligne.
- Christine Lamarre, « Le parcours d’un bibliothécaire de l’Ancien Régime à la Révolution : Charles Boullemier, du collège des Godrans à la bibliothèque de l’École centrale de Dijon », Histoire des bibliothécaires, Lyon, 2003, p. 5 (lire en ligne).
- Auguste Molinier et al., « Appendice. Inventaire des manuscrits de Cîteaux par l’abbé Jean de Cirey », Catalogue général des manuscrits des bibliothèques publiques de France, Paris, Plon, vol. V, no  Dijon, 1889, p. 339-452.
- Bernard de Montfaucon, Bibliotheca bibliothecarum manuscriptorum nova : ubi, quae innumeris pene manuscriptorum bibliothecis continentur, ad quodvis litteraturae genus spectantia & notatu digna, describuntur & indicantur, Paris, Apud Briasson, 1739, 980 p. (lire en ligne).
- Otto Pächt, L'enluminure médiévale : une introduction, Paris, Macula, 1997, 222 p.  (ISBN 978-2-86589-054-5).
- Monique Peyrafort, « La Bibliothèque médiévale de Pontigny », Positions des thèses de l'École des Chartes, 1979, p. 97-100.
- Martine Plouvier et Alain Saint-Denis, Pour une histoire monumentale de l'abbaye de Cîteaux, 1098-1998, Vitreux, Dijon, Association bourguignonne des sociétés savantes, Cîteaux, commentarii cistercienses, 1998, p. 227-230.
- André-Pierre Syren, Voix enluminées de Cîteaux, Précy-sous-Thil, éd. De l’Armançon, 1998 (lire en ligne).
- (en) Charles Holwell Talbot, « Notes on the Library of Pontigny », Analecta Sacri Ordinis Cisterciensis, vol. 10, 1954, p. 106-110.
- Alessia Trivellone, « La Bible d’Étienne Harding et les origines de Cîteaux : perspectives de recherche », Bulletin du Centre d’études médiévales d’Auxerre, no 13, 15 août 2009, p. 303–319  (ISSN 1623-5770 et 1954-3093), DOI 10.4000/cem.11101, lire en ligne.
- Alessia Trivellone, « Styles ou enlumineurs dans le scriptorium de Cîteaux ? », Les Cahiers de Saint-Michel de Cuxa, vol. 43, 2012, p. 83 (lire en ligne).
- André Vernet, La Bibliothèque de l’abbaye de Clairvaux du XIIe   au   XVIIIe siècle, Paris, C.N.R.S., 1979, 918 p.
- André Wilmart, « L'ancienne bibliothèque de Clairvaux », Mémoires de la Société académique d'Agriculture, des Sciences, Arts et Belles-Lettres du Département de l'Aube, vol. 81, 1917, p. 127-190 (lire en ligne).
- Jean Wirth, L’image à l’époque romane, Paris, Éditions du Cerf, 1999, 256 p.  (ISBN 9782204060868).
- Yolanta Zaluska, L’Enluminure et le scriptorium de Cîteaux au XIIe siècle, (Cîteaux, Commentarii cistercienses, Studia et Documenta, vol. IV), Centre National de la Recherche Scientifique et du Centre National des Lettres, 1989, 453 p.
- Yolanta Zaluska, Manuscrits enluminés de Dijon, Paris, Centre national de la recherche scientifique., coll. « Corpus des manuscrits enluminés des collections publiques des départements » (no 33), 1991, 388 p. (ISBN 2-222-04355-7), pp. 149-168

### Catalogues d'exposition
- Saint Bernard et l’art des Cisterciens, sous la direction de Pierre Quarré, Dijon, musée des Beaux-Arts, palais des États de Bourgogne, 1953, Dijon, musée des Beaux-Arts, 1953
- Les Manuscrits à peintures en France du VIIe s. au XIIe s., sous la direction de Jean Porcher, Paris, Bibliothèque nationale de France, juin – septembre 1954, Paris, Bibliothèque nationale de France, 1954. Lire en ligne.
- L’Art roman, sous la direction de Juan Ainaud de Lasarte et José Miguel Ruiz Morales, Barcelone, Palais National de Montjuich, Saint-Jacques-de-Compostelle. Palais de Gelmírez, Saint-Jacques-de-Compostelle, musée de la Cathédrale, 10 juillet – 10 octobre 1961, Barcelone, Conservatorio de las Artes del Libro, 1961. [Exposition organisée par le Gouvernement espagnol sous les auspices du Conseil de l'Europe].
- Ornamenta Ecclesiae. Kunst und Künstler der Romanik, sous la direction d’Anton Legner, Cologne, musée Schnütgen à la Josef-Haubrich-Kunsthalle, 1985, Cologne, musée Schnütgen, 1985, 3 vol.
- Burgund im Spätmittelalter, 12. bis 15. Jh.. La Bourgogne à la fin du Moyen Âge, sous la direction de François Lachenal et Patricia Rochard, Ingelheim-sur-le-Rhin, 27 avril – 1er juin 1986, Ingelheim-sur-le-Rhin, Offenbach, 1986. [À l'occasion des 29e journées internationales d'Ingelheim-sur-le-Rhin]
- La France romane au temps des premiers Capétiens (987-1152), sous la direction de Danielle Gaborit-Chopin, Paris, musée du Louvre, 10 mars – 6 juin 2005, Paris, Musée du Louvre Éditions, Hazan, 2005.
- Clairvaux. L’aventure cistercienne, sous la direction d’Arnaud Baudin, Nicolas Dohrmann et Laurent Veyssière, Hôtel-Dieu-le-Comte de Troyes, 5 juin – 15 novembre 2015, Paris, Somogy, 2015. [Exposition itinérante organisée par le Conseil général de l'Aube, Direction des archives et du patrimoine à l’occasion du 900e anniversaire de la fondation de l’abbaye de Clairvaux ; à nouveau exposée aux Archives départementales de l’Aube (Troyes), 28 septembre 2022 – 22 décembre 2022].